# Amir Coban
Amir Coban o Čoban (امیر چوپان سلدوز) fou un amir o cap militar mongol, que va exercir gran influència al kanat mongol de Pèrsia (Il-kan). Era fill de l'amir Tudaun, mort en combat contra els mamelucs el 1277.
Apareix per primer cop l'abril/maig del 1289 quan participava en una guerra. Va servir amb glòria sota els kans Arghun, Gaykhatu, Ghazan i Oldjeitu, arribant a amir al-ulus. Durant la campanya de Ghazan per obtenir el tron (1295) se li va unir al castell d'Ustunavand; després el va servir fidelment i va participar en la campanya contra el rebel Nawruz; fou un dels comandants en les tres campanyes de Ghazan contra el Soldanat Mameluc a Síria; en una d'aquestes campanyes el comandant Qutlugh Shah fou derrotat pels mamelucs a la batalla de Marj al-Saffar (1303) i quan el cap persa va fugir, Coban va restar i va reagrupar l'exèrcit, per reunir-se després amb Ghazan (juny); Ghazan va castigar els dos comandants derrotats però va ser més transigent amb Coban.
El 1305 es va casar amb una filla d'Oldjeitu, successor de Ghazan, de nom Dowlandi Khatun. El 1307 va rebre el comandament d'un dels quatre exèrcits que havien de sufocar una revolta a Gilan. Va avançar cap a Ardebil i va convèncer els amirs que governaven a Astara i a Gaskar de sotmetre's; llavors es va retrobar amb Oldjeitu; mentre un altre exèrcit sota Quthlug Shah, fou derrotat pels rebels gilanis. Llavors Coban fou nomenat comandant suprem (amir al-ulus). Oldjeitu va morir el 1316.
En una incerta data del 1317 va ser coronat el nou kan Abu Said Bahadur Khan i el tutor d'aquest, Sevindj, va provar de desfer-se llavors de Coban (gener del 1318) del que sospitava havia instigat els disturbis a Khurasan quan va sortir el jove kan, disturbis que van acabar causant una revolta a la província que va durar fins a la primavera del 1319. Sevindj volia tanmateix ser amir al-ulus. El 1318 Coban va convèncer a l'antic visir Rashid al-Din de tornar a la cort, però com que tenia molts enemics fou acusat d'enverinar a Oldjeitu, i fou executat (juliol) sense que Coban l'ajudés.
El 1319 Uzbeg Khan de l'Horda d'Or va envair Azerbaidjan i no va trobar gaire resistència. Quan Uzbeg es va retirar, el poderós amir al-ulus Čoban (Čuban) va castigar severament a l'emir Kurumshi per no atendre els seus deures i l'amir es va revoltar amb suport de l'amir Irendjin, i va avançar cap a Sultaniya. En una batalla prop de Miana (Mianeh) el 20 de juny de 1319 els rebels foren derrotats i els dos caps rebels capturats i executats. La intervenció de les forces que dirigia el mateix kan fou decisiva i per això va rebre el mal nom d'heroi (bahadur). Abu Said es volia desfer de la tutela de Čoban (Čuban) i es creu que ell mateix va instigar la revolta de Kurumshi que, això no obstant, va acabar reforçant el poder de l'amir al-ulus. Čoban va rebre llavors la mà de Sati Beg, germana d'Abu Said (a la que ja estava promès des de 1316), i les províncies del kanat es van distribuir entre els seus fills: Timurtash Coban, que fou virrei a Anatòlia; Shaykh Mahmud que fou virrei a Geòrgia; Hasan Coban, que va rebre Khurasan a la mort del governador amir Husayn (1322); Dimaskh Khwadja que fou governador a l'Azerbaidjan i els dos Iraqs (i a més va substituir Rukn al-Din Sain com a visir el 1325); i Talish ibn Hasan (net) que fou governador de Fars i Kirman.
La revolta de Timurtash Coban a Anatòlia (vers 1322) no va reduir el poder de la família cobànida, i el mateix Čoban va demanar permís al kan per marxar contra el rebel, al que va capturar i va portar a la cort on fou perdonat i nomenat altre cop pel mateix càrrec.
Alisha fou visir únic fins al 1324 en què va morir de mort natural (l'únic visir il-kànida que va morir de causes naturals) i el va succeir, després d'una breu disputa del càrrec entre els seus dos fills, Rukn al-Din Sain, client de Čoban (Čuban) que era realment qui tenia el poder. Vers el 1325 el va succeir el fill de Čoban, Husayn Kwadja. El 1325 Uzbeg Khan de l'Horda d'Or va envair altre cop territori il-kànida i Čoban el va anar a combatre i va penetrar al territori enemic que va devastar com a represàlia.
Abu Said es volia casar amb la filla de Čoban, Bagdad Khatun, però aquesta estava casada amb Shaykh Hasan ibn Amir Huseyn l'antic governador de Khurasan; en canvi el fill de Čoban, Dimaskh Khwadja, feia servir en benefici propi les dones de l'harem reial i fons que feien falta al kan (provocant l'hostilitat de part de la cort i del mateix kan); el 24 d'agost de 1327 el kan Abu Said va ordenar l'execució de Dimaskh a Sultaniya i va dictar una orde per l'extermini de tota la família. En aquest moment el cap de família, Čoban, estava en campanya al Khurasan, on uns mesos abans el seu fill Hasan (que era governador) havia lluitat contra la rebel·lió del príncep txagatai Tamarshirin i l'havia expulsat de la zona de Gazni però que sembla que havia retornat; Čoban al saber la notícia es va dirigir a l'oest; va intentar una mediació amb el kan (per mitjà del cap religiós Shaykh Ala al-Dawla de Simnan) i va acampar a Qazwin; la mediació va fracassar i llavors va avançar cap a l'oest saquejant fins a Quha, però llavors els amirs de les forces que el seguien van desertar, i va haver de fugir cap a Tabas en direcció a Transoxiana, canviant després d'idea i arribant a Herat on fou acollit pel kan kurt local Ghiyath al-Din, que el va assassinar al cap de poc obeint una orde imperativa d'Abu Said (novembre/desembre del 1327), junt amb el seu fill Djelaw. Com que la campanya de Khurasan no es va acabar, Tamarshirin va poder conservar fins a una data desconeguda el poder a Gazni, on governava encara el 1333 quan Ibn Battuta va estar a la ciutat. Coban fou enterrat a Medina al cementiri de Baki, per obra de la seva filla Bagdad Khatun.
Timurtash Coban al saber la mort del pare va fugir d'Anatòlia cap a Egipte on inicialment fou rebut amb honors però després fou executat (agost de 1328) i el seu cap enviat a l'Il-kan; els altres membres de la família van ser capturats i executats o van fugir. Abu Said va agafar les regnes del poder per a si mateix ajudat pel nou visir Ghiyath al-Din Muhammad (fill de Rashid al-Din); el càrrec d'amir al-ulus fou confiat a Shaykh Hasan ibn Husayn que va haver de renunciar a la seva muller Bagdad Khatun que fou entregada a l'Il-kan.
Una nova incursió d'Uzbeg Khan de l'Horda d'Or es va produir el 1335. Abu Said va agafar personalment el comandament i marxava contra els invasors quan va morir als quarters de Karabagh el 30 de novembre de 1335. Fou enterrat a Sultaniya. La seva mort es va atribuir a l'enverinament suposat de Bagdad Khatun, que fou deixada de costat en favor de la seva neboda Delsad Khatun (Dilshad Khatun), filla de Dimaskh Khwadja i neta de Coban, que al morir el kan estava prenyada (però al cap de set mesos va néixer una filla).

## Descendència
- Amb una primera muller:
  - Hasan Coban
  - Timurtaix Coban
  - Dimaskh Khwadja
  - Xaikh Mahmud
  - Bagdad Katun (filla)
- Amb Dowlandi Katun:
  - Djelaw Khan
- Amb Korducin (probablement una segona esposa):
  - Siuksah
  - Yagi Basti
  - Nowruz
- Amb Sati Beg:
  - Surgan